# Stanisław Bieńkowski (oficer)
Stanisław Bieńkowski (ur. 17 listopada 1889 w Suwałkach, zm. 23 grudnia 1943 w Warszawie) – polski wojskowy i grafik.

## Życiorys
Syn Sylwestra i Kornelii z Zawadzkich. Ukończył 4-letnie studia na Politechnice w Karlsruhe. Od sierpnia 1914 do 1917 służył w Legionach Polskich, od 1918 kapitan Wojska Polskiego. W 1930 przeniesiony w stan spoczynku, a później kierownik referatu ilustracji w Wojskowym Instytucie Naukowo-Oświatowym. Ilustrator książki autorstwa Stanisława Łozy: Ordery i odznaczenia krajowe i zagraniczne. Co wiedzieć o nich należy wydanej w 1926, a także książki Umundurowanie wojska, marynarki wojennej i przysposobienia wojskowego w Polsce autorstwa mjr. Mieczysława Pęczkowskiego wydajnej w 1936. 
W czasie II wojny światowej współpracował z ruchem oporu. W nocy z 8 na 9 grudnia 1943 został zatrzymany i osadzony na Pawiaku. Rozstrzelany w egzekucji publicznej 23 grudnia 1943 na rogu ulic Górczewskiej i Płockiej.

## Ordery i Odznaczenia
- Krzyż Walecznych
- Medal Niepodległości (21 kwietnia 1937)[4]
- Srebrny Krzyż Zasługi
- Medal Pamiątkowy za Wojnę 1918–1921
- Medal Dziesięciolecia Odzyskanej Niepodległości[5]